# NGC 4292A
NGC 4292A je eliptična galaktika u zviježđu Djevici. 

## Vanjske poveznice
- (eng.) SEDS: NGC 4292
- (eng.) Revidirani Novi opći katalog
- (eng.) Izvangalaktička baza podataka NASA-e i IPAC-a
- (eng.) Astronomska baza podataka SIMBAD
- (eng.) VizieR